# 韩占元
韓占元（1885年10月24日—1928年4月），字冠三，直隶省（今河北省）安新县同口镇人，中華民国军事将领。馮玉祥手下的「十三太保」之一。

## 生平
1885年10月24日，韩占元生于直隶省安新县同口镇的一个农民家庭。幼年，韩占元在本乡念私塾，并喜爱武术，擅长拳术。1912年7月，冯玉祥、赵席聘在直隶景州招募新兵时，韩占元应招入伍。因体壮又通武术，不久便被冯玉祥任命为左哨正兵。后又担任传令兵及冯玉祥的卫兵。1914年2月，任冯玉祥部第14旅排长。同年10月，第14旅改编为第16混成旅，冯玉祥任旅长，韩占元任第九连连长。1916年6月，韩占元任冯玉祥部模范连第二任连长。1917年7月，韩占元率部参与平息北京张勋复辟的战斗后，升任第16混成旅机关枪营副营长兼旅部手枪队队长。 在湖南常德时，他担任该旅一团副团长。1919年3月，由于自己吸食鸦片并包庇鸦片犯，遭冯玉祥的撤职并除名。
1920年5月，冯玉祥率部在河南进攻赵倜时，韩占元来到冯玉祥的军营请罪，希望立功赎罪。恰好谷良友部退下，韩占元乃率部冲锋击溃了赵倜军。1921年，冯玉祥任陕西督军兼中央陆军第11师师长，韩占元因剿灭汉中及关中的匪患有功，被冯玉祥任命为第11师第15旅参谋长。
1922年4月，韩占元率部随冯玉祥参加了北京、天津地区的第一次直奉战争。直系获胜后，冯玉祥被曹锟、吴佩孚任命为河南督军。韩占元随冯玉祥部到河南，在信阳驻防，被冯玉祥任命为豫南游击第一路总指挥。不久，改任河南督军署工兵营营长。1922年秋，冯玉祥被北京政府任命为陆军检阅使，韩占元随冯玉祥部从河南开赴北京，驻防南苑。不久，韩占元入陆军检阅使署高级军官教导团学习。学习结业之后，韩占元出任陆军检阅使署骑兵第一旅第二团团长，不久又出任第22旅第43团团长。
1924年9月，韩占元率部参加第二次直奉战争，随冯玉祥出古北口。后来，韩占元参加了冯玉祥等人发动的北京政变。冯玉祥部改编为国民一军后，韩占元任该军第37混成旅旅长，率部在北京、天津地区抗击直奉联军、直鲁联军。国民军在北京、天津地区失败后，韩占元奉命撤往张家口、绥远地区。所部途经晋北时，遭晋军武力阻击，无法前进。后来经过与晋军协商，遭晋军阻击的国民一军韩复榘部、石友三部、韩占元旅及韩德元旅（韩德元为韩占元之弟）均临时依附晋军，以获得给养及休整。韩占元及韩德元兄弟均被晋系临时委以晋军师长职务。
1926年9月，冯玉祥自苏联回国，抵达绥西五原，举行五原誓师后，将国民军改编为国民联军。韩占元被任命为国民联军北路援陕军第8师师长，率部开赴陕西，在西安郊区击败了刘镇华的镇嵩军，解了西安之围。1927年3月，韩占元任冯玉祥驻西安国民联军总司令部内防处处长。不久，韩占元率部开赴中原，参加北伐，任河南民团军第一军军长。同年11月，韩占元任冯玉祥部国民革命军第二集团军暂编第三军军长。1928年2月，第二期北伐时，韩占元任冯玉祥部国民革命军第二集团军第九方面军第1军军长。3月馮玉祥派韓占元赴豐樂鎮。4月，参加北伐军的漳河大战。因临阵脱逃被枪毙。